# رينيه هاو
رينيه هاو (بالإنجليزية: Rene Howe)‏ (22 أكتوبر 1986 في المملكة المتحدة - ) هو لاعب كرة قدم بريطاني في مركز الهجوم. لعب مع روشدين ودايموندز ونادي بريستول روفيرز ونادي بيتربورو يونايتد ونادي بيرتن ألبيون ونادي توركي يونايتد ونادي روتشديل ونادي غيلينغهام ونيوبورت كونتي ونادي كيترينغ تاون ولينكولن سيتي أف سي وBedford Town F.C. ‏ ونادي موركامب.

## وصلات خارجية
- رينيه هاو على موقع قاعدة بيانات كرة القدم.إي يو (الإنجليزية)
- رينيه هاو على موقع Soccerbase.com (لاعب) (الإنجليزية)